# Jouy-le-Moutier
Jouy-le-Moutier ist eine französische Gemeinde mit 17.411 Einwohnern (Stand: 1. Januar 2022) im Département Val-d’Oise und liegt an der nordwestlichen Peripherie von Paris an der Oise. Jouy-le-Moutier gehört zum Arrondissement Pontoise im Kantons Cergy-2. Die Einwohner nennen sich Jocassiens.

## Geografie
Jouy-le-Moutier liegt 29 Kilometer nordwestlich von Paris an der Oise.
Die Nachbargemeinden von Jouy-le-Moutier sind Vauréal im Norden, Neuville-sur-Oise im Osten, Maurecourt im Süden, Triel-sur-Seine im Südwesten und Boisemont im Nordwesten.

## Bevölkerungsentwicklung
| Jahr | Einwohner |
| ---- | --------- |
| 1962 | 954       |
| 1968 | 1.107     |
| 1975 | 1.204     |
| 1982 | 6.557     |
| 1990 | 16.910    |
| 1999 | 17.804    |
| 2006 | 17.102    |
| 2011 | 16.376    |
| 2018 | 16.214    |

Mit den 1980er Jahren stieg die Einwohnerzahl durch neue Quartiere.

## Sehenswürdigkeiten

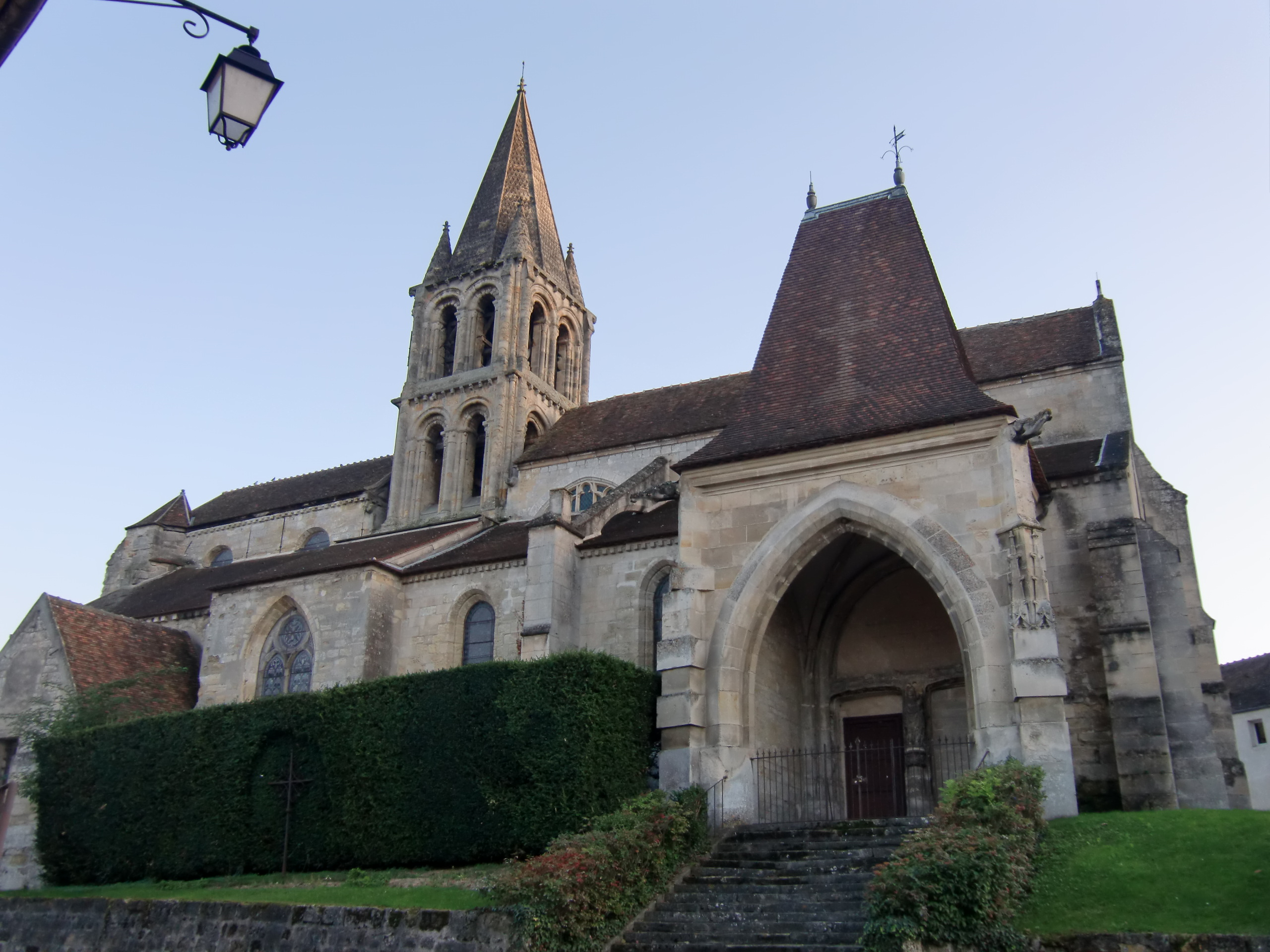
Kirche La Nativité de la Sainte-Vierge

Siehe auch: Liste der Monuments historiques in Jouy-le-Moutier
- Kirche La Nativité de la Sainte-Vierge (Monument historique seit 1912) mit Teilen des 12., 13. und 16. Jahrhunderts.
- Megatlith in der Ortschaft Grandes Pierre (Monument historique seit 1976)
- Brücke über die Oise bei der Ortschaft Neuville
- alte Eisenbahnbrücke
- Château d’Écancourt
- Waschhaus im Ortsteil Jouy-le-Moutier
- Waschhaus im Ortsteil Jouy-la-Fontaine

## Gemeindepartnerschaften
Jouy-le-Moutier verbindet eine Partnerschaft mit der Gemeinde Bornheim in Nordrhein-Westfalen.

## Persönlichkeiten
- Théophile-Alexandre Steinlen (1859–1923), Maler, Bildhauer
- Pascal Jules (1961–1987), Radrennfahrer
- Les Ogres de Barback, Chansongruppe (1994 gegründet)